# Anshelm Werner
Anshelm Werner, född 21 april 1840 i Selångers församling i Västernorrlands län, död 4 december 1903 i Hedvig Eleonora församling i Stockholm, var en svensk läkare.
Anshelm Werner blev student vid Uppsala universitet 1858, medicine kandidat 1863 och medicine licentiat vid Karolinska institutet i Stockholm 1867. Han deltog i danska kriget 1864. Werner var amanuens vid Allmänna barnhuset i Stockholm 1867–1868, läkare vid Löwenströmska lasarettet i Stockholms län 1868–1871 och underläkare vid Allmänna barnhuset i Stockholm 1871–1872. Han var läkare hos Kronprinsen och Kronprinsessan från 1881 och hos Prinsessan Eugenie 1885–1889. Han avled under vistelse i Norrköping.
Han var gift med Amanda Berg, född 1844 och död 1896, och bland deras barn märks officeren Gunnar Werner. De är begravda på Norra begravningsplatsen utanför Stockholm.